# قلمرو فوکوئوکا

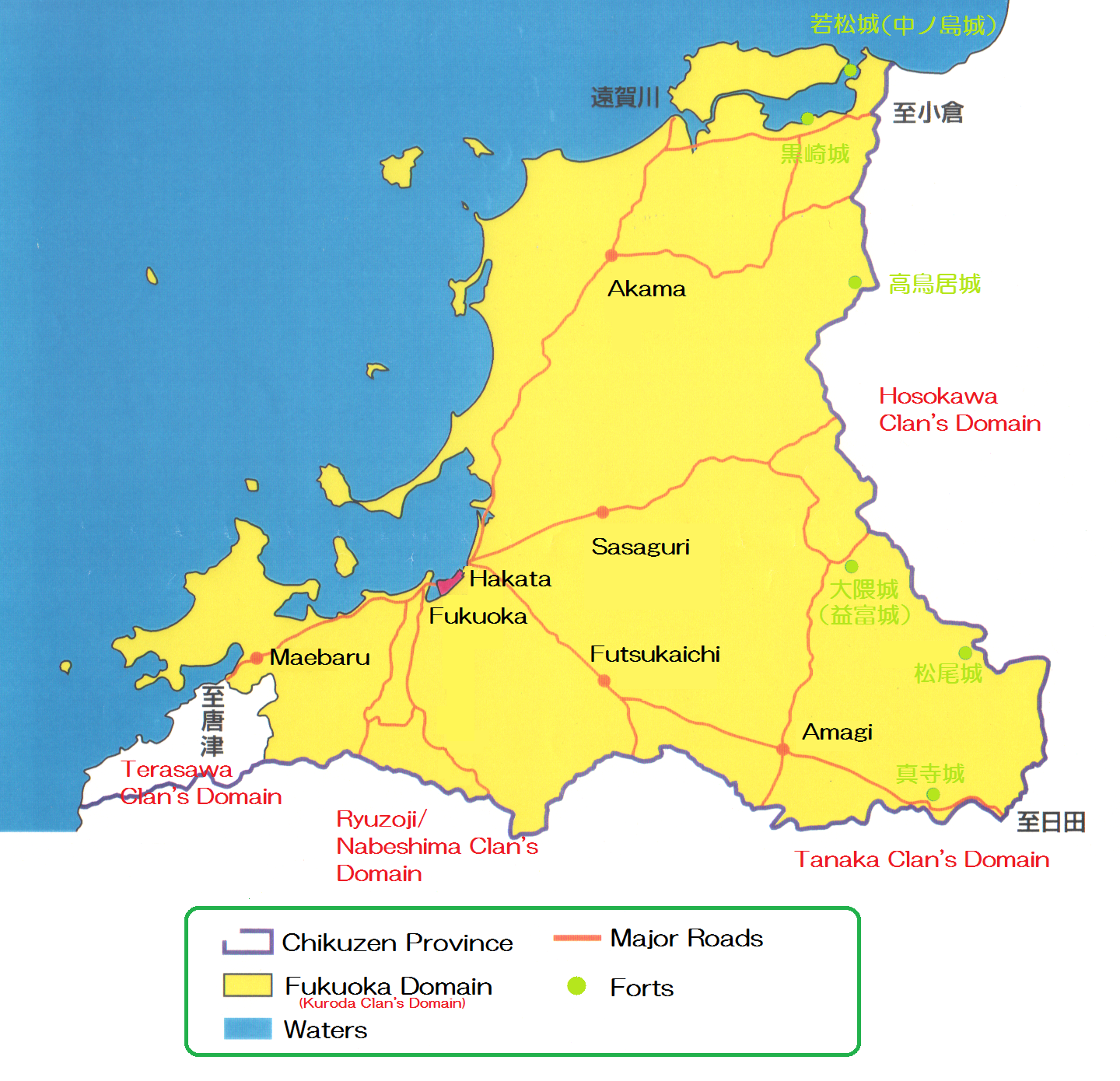
نقشه قلمروی فوکوئوکا

قلمرو فوکوئوکا (به ژاپنی: 福岡藩 Fukuoka han) یک هان (ژاپن) در دوره ادو بود. این هان با ولایت چیکوزن در دوران پیش از دوره ادو و استان فوکوئوکا در جزیره کیوشو در ارتباط است. این هان گاهی به عنوان قلمرو چیکوزن، یا به عنوان قلمرو کورودا، پس از اینکه خاندان کورودا حاکم آن شدند نیز ارجاع می‌شود.